# Contiové
Contiové (italsky Conti di Segni, latinsky de Comitibus Signie, nebo také jen zkráceně Conti či De Comitibus) byli významný římský (papežský) šlechtický rod, který hrál významnou roli především ve 13. století. Z tohoto rodu vzešli celkem čtyři papežové.

## Historie rodu
Contiové byli jednou z několika linií potomků Tusculanů, kteří drželi moc v Římě v 10. a 11. století. Z řad Tusculanů vzešlo osm papežů a později z rodu Contiů další čtyři. Mezi významné představitele patří Alberich I. (* před rokem 889), markrabě ze Spoleta, či Alberich II., kteří byli faktickými vládci Říma a papežství.
Alberich II. měl pravděpodobně syna Řehoře (Gregorius, comes de Tusculana, † 1012). Tento Gregorio di Tuscolo byl v roce 961 zmíněn jako consul et dux a v roce 981 získal titul Romanorum consul, dux et senator. Byl stoupencem císařů Oty I. a Oto II a v jejich službách působil jako praefectus navalis, ale poté se postavil proti místní vládě Oty III. Jeho potomci, Conti di Tuscolo, sídlili od 10. do 12. století v Albánských horách se sídlem v Tuskulu a v Ager Romanus. Jeho vnukem byl Řehoř II. Tuskulský († 1058).

### Příbuzenství
Rod Contiů byl spřízněn s mnoha dalšími významnými italskými rody, jako jsou např. Sforzové, Pamphiliové, Colonnové, Ruspoliové ad.

## Význační členové rodu
- Lothar ze Segni - papež Inocenc III. (1160-1216), kolem roku 1219
- Hugo ze Segni - papež Řehoř IX. (1167-1241)
- Rinaldo z Jenne - papež Alexandr IV. (1199-1261)
- Andrea Conti, řeholník a opat z Montorella (asi 1235–1302), synovec Alexandra IV.
- Innocentio Conti, známý také jako Innocenc (Innocentius) Comitibus (* kolem roku 1610-1661), důstojník císařské armády ve třicetileté válce a jako generál papežské a benátské armády
- Torquato Conti , císařský polní maršál
- Giannicolò Conti, kardinál
- Michelangelo dei Conti - papež Inocenc XIII. (1655–1724)